# RG team
Il team RG è stata una squadra motociclistica nata su iniziativa della famiglia Gianfardoni alla Spezia nel 2006. L'ideatore di questo progetto è stato il figlio Robert che, dopo alcune esperienze come pilota, promosse questa nuova avventura.

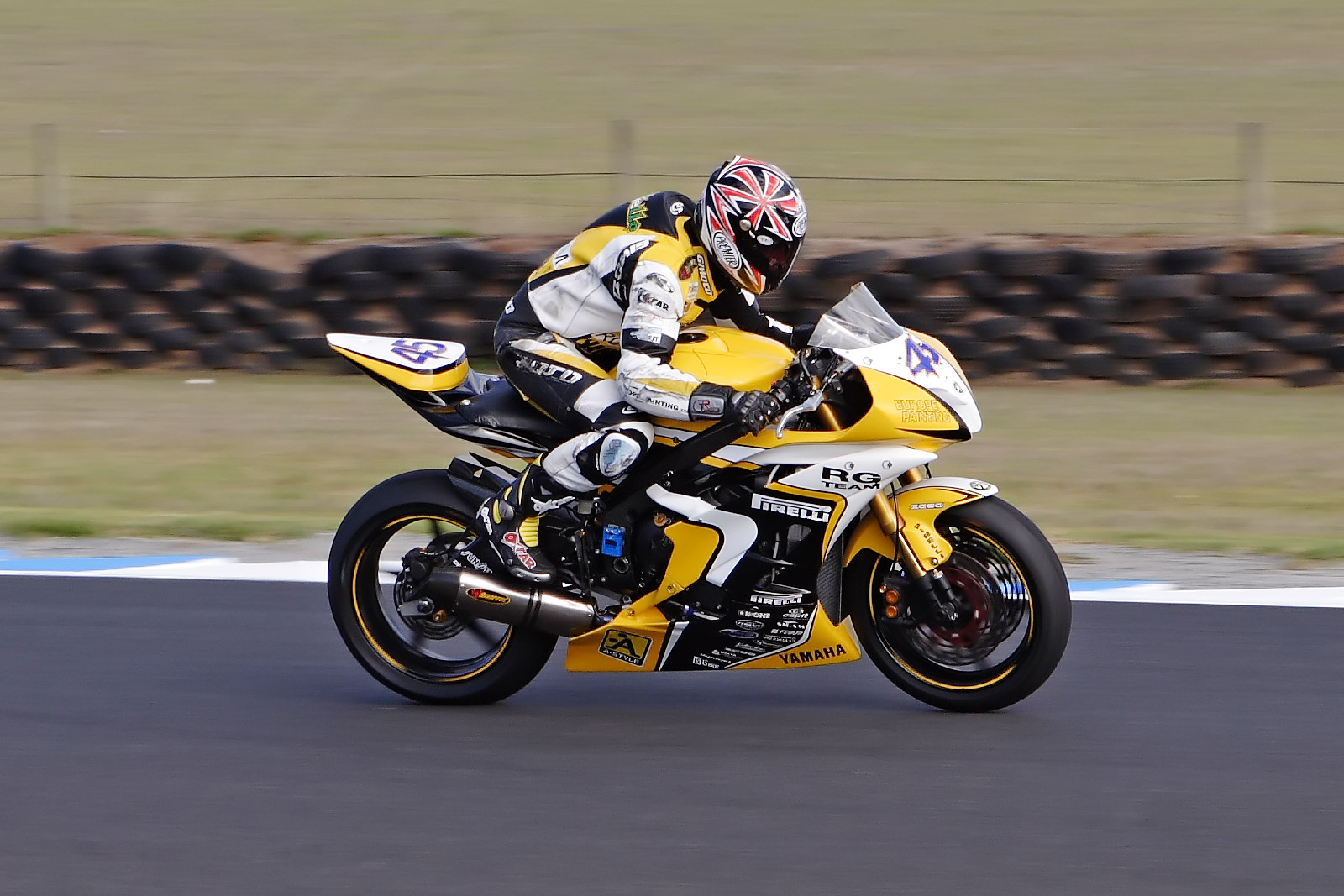
Vizziello con la Yamaha YZF-R6 del RG Team nel 2007.

Nel 2006 la famiglia Gianfardoni, abitualmente impegnata nell'imprenditoria navale, creò una nuova struttura nell'ambito del Mondiale delle derivate di serie per realizzare il desiderio del figlio di poter gareggiare in un campionato motociclistico. I primi due anni furono dedicati al Campionato Mondiale Supersport, alla Superstock 1000 FIM Cup e al Campionato Italiano, tutti affrontati con moto Yamaha. Il pilota di punta, Gianluca Vizziello, concluderà il Campionato mondiale Supersport 2007 al decimo posto nella classifica finale piloti e al terzo nel Campionato Italiano, categoria Supersport.
Al termine del 2007 il Team decise di compiere un ulteriore sforzo, passando dal Mondiale Supersport a quello Superbike e iniziando una stretta collaborazione con Ducati Corse, continuando però a competere anche nella Superstock con il figlio Robert, da sempre pilota del team.
Fu così ingaggiato il giovane Lorenzo Lanzi, ex pilota ufficiale Ducati Xerox, che portò al debutto la nuova Ducati 1098 nella stagione 2008.
Il 2008 risultò una stagione difficile, numerosi cambiamenti di personale crearono un vero e proprio Turn-over che non giovò ai risultati della squadra. Lorenzo Lanzi raggiunse risultati estremamente altalenanti e Robert Gianfardoni non migliorò i risultati dell'anno precedente; frequentemente non riuscirà nemmeno a qualificarsi e non entrerà mai in zona punti. Da notare che nella stessa stagione Brendan Roberts conquista il campionato con la stessa moto usata dal giovane Gianfardoni. 
Nella stessa stagione e con la stessa motocicletta, Robert Gianfardoni disputò anche tre gare del campionato italiano Superbike senza ottenere alcun punto.
Al termine della stagione, il Team RG decise di non prendere parte all'ultima tappa di Campionato, in Portogallo, motivando questa decisione sulla base di problemi di salute del padre di Robert, Roberto Gianfardoni.
Nel 2009 il team RG non si iscrive a nessuna competizione motociclistica, chiudendo la propria parentesi sportiva.